# Ostfriesische Tee Gesellschaft
Ostfriesische Tee Gesellschaft GmbH & Co. KG con sede a Seevetal è un produttore di tè in bustina e con la società figlia Onno Behrends di Norden anche tè sfuso.

## Storia

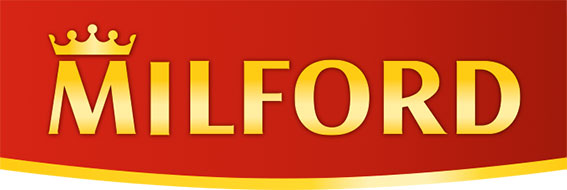
Logo Milford

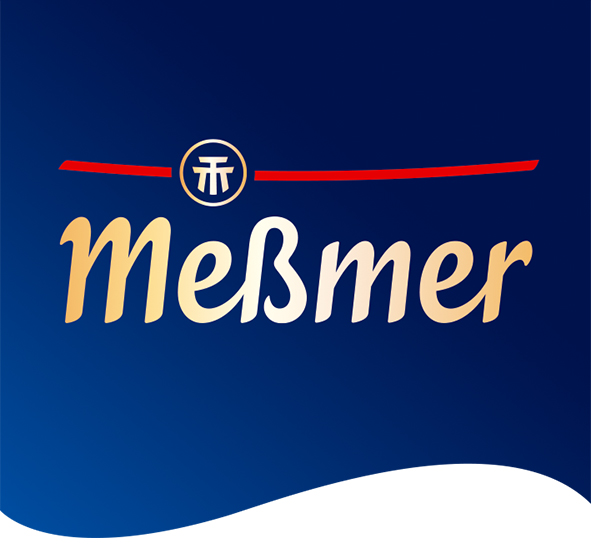
Logo Meßmer

L'azienda fu fondata nel 1907 da Paula e Laurens Janssen a Leer con il nome Ostfriesische Tee Gesellschaft GmbH. Nel 1953 il nipote dei fondatori Laurens Spethmann, dirige l'azienda e inizia la fabbricazione di bustine di tè.
Nel 1966 viene creato il Milford.
La società OnnO Behrends GmbH & Co. (Norden) viene acquisita nel 1988.
Nel 1990 la Ed. Meßmer GmbH & Co. (Frankfurt am Main e Grettstadt) con i marchi viene venduta.
Vengono commercializzati tè in busta a marchio Lord Nelson, Cornwall, Captains Tea e Westcliff per catene di distribuzione come Lidl, Norma, Netto Marken-Discount e ALDI.
Le attività di Ostfriesischen Tee Gesellschaft nel 1996 vengono messe sotto la Laurens Spethmann Holding AG & Co. KG.

## Film
- Spethmann – Ein Leben für den Tee. Die Firmen- und Familiengeschichte der Ostfriesischen Teegesellschaft. doc, Germania, 2009, 43 Min., regia: Dagmar Wittmer, Produktion: doc station, NDR, 16 gennaio 2010, Inhaltsangabe